# Поліція Парадайз
«Поліція Парадайз» (англ. Paradise PD) — американський анімаційний ситком для дорослих, створений Вако О'Гуїном та Роджером Блеком, прем'єра якого відбулася 31 серпня 2018 року на Netflix. У серіалі знімаються Дана Снайдер, Седрік Ярброу, Девід Херман, Том Кенні, Сара Чок та Кайл Кінан. Другий сезон вийшов 6 березня 2020, а третій - 12 березня 2021. Netflix продовжив договір на четвертий і останній сезон, прем'єра якого запланована на 16 грудня 2022 року.

## Сюжет
Серіал «Поліція Парадайз» розповідає про поліцейське управління невеликого містечка, де процвітає злочинність, а поліція серйозно некомпетентна. Поліція складається з шефа Рендалла Кроуфорда, жорстокої Джини Джабовскі, болісно огрядного Дасті Марлоу, збоченого пенсіонера Стенлі Хопсона, боягузливого Джеральда "Фітца" Фіцджеральда, собаки-наркомана Пулі та сина Кроуфорда Кевіна. У місті також проживає безліч дивних персонажів, включаючи колишню дружину Кроуфорда Карен, сіл Роббі та Делберта, Бродягу Копа, доктора Фантлішера, проповідника Пола, Террі Двузубого та його маму. Продовження серіалу включає бажання Джини до Дасті, бажання Кевіна справити враження на свого батька, подвійне життя Фітца як наркобарона, відомого як Кінгпін, і бажання Кроуфордів знову бути разом.

## Акторський склад та персонажі

### Головні
- Сара Чалк (головна; 1-3 сезони) і Донна Джей Фулкс (епізодична; 4 сезон) у ролі Джини Ябовскі, психопатичної та жорстокої поліцейської, яка є найстрашнішим правоохоронцем у містечку Парадайз. Як фетишистка, вона одержима своїм огрядним колегою Дасті Марлоу і часто сексуально домагається його, що викликає у нього легке презирство. Коли вона була маленькою дівчинкою, батько зробив її живим щитом, щоб затулити собою кулю, випущену Рендаллом, і отримав кулю в потилицю. Вона пережила постріл, але куля залишилася в її черепі, що стало причиною того, що вона стала запальною, жорстокою психопаткою і схильною до ожиріння домагачкою. Протягом серіалу вони з Кевіном повільно закохуються, що змушує її хірургічно видалити кулю з мозку, щоб бути вірною йому. Під час їхнього весілля Ізіда нападає і бере всіх у заручники, змушуючи Кевіна вистрілити їй у голову, щоб повернути їй її злий образ, на превеликий жаль для них обох. Після фіналу третього сезону Джина починає працювати зі спецзагоном "Полуничка", щоб проникнути в "Лавлі Корп". Вона є колегою Етель Андерсон, виконавиці головної ролі в серіалі "Бріклберрі".
- Девід Герман у ролі Кевіна Кроуфорда, новопризначеного поліцейського, сина шефа поліції Рендалла Кроуфорда та мера Карен Кроуфорд. Спочатку такий же тупий і некомпетентний, як і інші, але по ходу серіалу виявляється, що він насправді здібний і компетентний офіцер, хоча міг би бути кращим, якби мав належне обладнання та фінансування для своєї роботи. Кевін зазнає постійних знущань від своїх батьків після того, як за тринадцять років до початку серіалу випадково прострелив батькові яєчка. У другому і третьому сезонах Кевін закохався в Джину, коли вона почала м'якшати до нього. Хоча спочатку ці почуття були нерозділеними, вони врешті-решт зав'язали стосунки, а наприкінці третього сезону заручилися. Його серце розбите, коли вона покидає його з докорами сумління за те, що ледь не вбила його в день їхнього весілля, повернувшись до своєї жорстокої сутності після нападу Ісіди. Після народження молодшого брата його перейменовують на "AFKAK" (абревіатура від "Мудак, раніше відомий як Кевін"), перш ніж врешті-решт заявити про себе, щоб його нарешті почали поважати. Він є аналогом головного актора "Бріклберрі" Стіва Вільямса.
- Том Кенні в ролі шефа поліції Рендалла Кроуфорда, начальника райвідділу і батька Кевіна. Колись прекрасний і гордий коп, після інциденту, коли його син відстрелив йому обидва яєчка, він став неймовірно озлобленим, що врешті-решт призвело до його розлучення з дружиною. Він часто використовує тестостеронові пластирі, щоб підтримувати свій гормональний рівень. Протягом першого сезону він відновлює стосунки з мером Карен, а в другому сезоні вони знову одружуються. Він є колегою головного актора "Бріклберрі" Вуді Джонсона, який, як з'ясувалося, є двоюрідним братом, що розлучився.
- Кайл Кінан - Куля, антропоморфний поліцейський пес, який пристрастився до конфіскованих наркотиків, які йому доручено охороняти. Він є поліцейським колегою головного актора Бріклберрі - Меллоя.
- Седрік Ярброу - Джеральд "Фітц" Фіцджеральд, поліцейський, чий посттравматичний стресовий розлад іноді заважає його роботі. Він справляється з цим за допомогою терапевтичної гри на пікколо. Він часто намагається зрозуміти свої проблеми іншими офіцерами, що призводить до дискусій у команді, особливо у другому сезоні. У фіналі першого сезону було показано, що Фітц був таємничим Кінгпіном, але у фіналі другого сезону образ Кінгпіна насправді є роздвоєнням особистості, що походить від оригінального Кінгпіна, який був злочинцем із надмірною вагою, одержимим піцою "Діп Діш", і захопив тіло Фітца, щоб продовжити свою злочинну імперію. У фіналі другого сезону Фітц перемагає Кінгпіна у своїй свідомості і знову отримує контроль над своїм тілом. Він є колегою Дензела Джексона, виконавця головної ролі у серіалі "Бріклберрі".
- Дана Снайдер - Дасті Марлоу (2-4 сезони; повторний сезон 1), огрядний поліцейський, якого постійно сексуально домагається Джина. Він дуже дитячий і має кількох котів. Показано, що він ображається на всіх, хто сміється з нього, коли він рве штани щоразу, коли нахиляється, і кричить на працівників ресторанів швидкого харчування за те, що вони дають йому їжу, яку неможливо замовити. У третьому сезоні він виступає в ролі маніпулятивного хулігана, який переслідує власників продуктових магазинів на Ресторанній дорозі і шантажує своїх колег, щоб отримати все, що йому заманеться. Цілком можливо, що ці зміни в його особистості стали результатом його перебування у жіночій в'язниці у фіналі першого сезону та прем'єрі другого сезону. Він є колегою Конні Кунаман, виконавиці головної ролі у фільмі "Бріклберрі".
- Снайдер також озвучує Стенлі Гопсона (2-4 сезони; повторний сезон 1), літнього бісексуального офіцера поліції, який часто отримує незвичайні завдання від шефа Кроуфорда. Навіть у похилому віці Гопсон є сексуально активним девіантом, який часто розповідає про свої сексуальні стосунки з іншими чоловіками. Він також страждає на старечий маразм, що призводить до багатьох комічних непорозумінь. У пілотному епізоді Рендалл розповідає, що вони не можуть відправити Стенлі на пенсію, бо місту бракує коштів на виплату його пенсії. Він є єдиним актором, який не має колеги з Бріклберрі, що означає, що він природно є персонажем Райської поліції (або окремим персонажем), в той час як інші 6 є поліцейськими версіями Бріклберрі (рейнджерами).
- Сіндер також озвучує Малюка Кевіна Кроуфорда, якого раніше озвучував Роккі Руссо в третьому сезоні. Вперше з'явившись у третьому сезоні як плід, який спочатку був 15-річним сперматозоїдом, він намагався вбити Рендела з помсти як його вцілілий сперматозоїд, перш ніж йому повідомили, що Кевін є винною стороною. Пізніше, на початку фінального сезону, народжується дитина, яку батьки називають "Кевін", щоб почати все з чистого аркуша, і яка виявляється безсмертною. Малюк Кевін проводить більшу частину фінального сезону, намагаючись змусити Кевіна вбити себе, щоб помиритися з братом після його подорожі в часі. Як і Куля, він є аналогом головного актора Бріклберрі - Меллоя.

### Другорядні
- Грей ДеЛісл - Карен Кроуфорд, мер міста Парадайз, мати Кевіна та колишня дружина Рендела.
- Вако О'Гуїн - Роббі, білявий селюк, який продає метамфетамін. Має разючу схожість з персонажем Бріклберрі, Боббі Поссумкодсом. В анонс-відео до другого сезону з'ясувалося, що Боббі та Роббі - двоюрідні брати.
- Роджер Блек - Ділберт, прийомний брат Роббі, найкращий друг і приятель, який також продає метамфетамін аргайл. Також має разючу схожість з персонажем Бріклберрі. В даному випадку це БоДін (недоумкуватий друг Боббі Поссумкодса). В епізоді першого сезону "Оперативна група" Делберт зазнає нападу головорізів Кінгпіна через падіння продажів метамфетаміну аргайл і втрачає праву руку; до кінця першого сезону він отримує роботизований протез. В епізоді другого сезону "Хто з'їв вафлі Воллі" з'ясовується, що Делберта при народженні звали Воллі, і він був штучно створений вигадниками з The Walt Disney Company, щоб стати наступною зіркою Діснея; його викрадає сім'я Роббі, коли він був дитиною, перейменовує на Делберта і де-факто всиновлює сім'я Роббі після того, як Роббі захотів отримати Воллі на свій день народження.
- Дана Снайдер - Тестер Карбомб IV, асистент і терапевт Фітца, вперше з'являється в епізоді другого сезону "Знайдений рай". В епізоді 3 сезону "Розбірки в О-бес Коррал" він набрав зайву вагу через те, що заїдав свої почуття, коли перебував у депресії через те, що був схожий на Паттона Освальта. Він повертається у фінальному сезоні як асистент Чарльза Лавлі.
- Джон Дімаджіо - місіс Віскерс, божевільна вулична кішка. Вона з'являється в епізодичній ролі в першому сезоні "Фарзара".

## Епізоди
| Сезон | Епізоди | Епізоди | Оригінальний показ | Оригінальний показ |
| ----- | ------- | ------- | ------------------ | ------------------ |
| 1     | 10      | 10      | 31 серпня 2018     | 31 серпня 2018     |
| 2     | 8       | 8       | 6 березня 2020     | 6 березня 2020     |
| 3     | 12      | 12      | 12 березня 2021    | 12 березня 2021    |
| 4     | 10      | 10      | 16 грудня 2022     | 16 грудня 2022     |

## Виробництво

### Розробка
4 квітня 2018 року Netflix оголосив, що отримав замовлення на виробництво першого сезону, який складатиметься з десяти епізодів. Серіал створили Вако О'Ґуїн та Роджер Блек. Очікувалося, що продюсуванням серіалу займатиметься продюсерська компанія та анімаційна студія Bento Box Entertainment разом з Odenkirk Provissiero Entertainment.
30 жовтня 2018 року було оголошено, що Netflix продовжила серіал на другий сезон. 
Третій сезон був анонсований у квітні 2020 року і вийшов 12 березня 2021 року.
У другому сезоні з'явився епізод-кросовер з "Бріклберрі", а також відсилання до другої половини першого сезону, наприклад, Фітц, єдиний чорношкірий поліцейський у відділку "Парадайз", називає Дензела, єдиного чорношкірого рейнджера у "Бріклберрі" - Кевіна, двійника Стіва. Netflix продовжив шоу на четвертий і останній сезон, прем'єра якого відбулася 16 грудня 2022 року.

## Реліз
25 липня 2018 року вийшов перший трейлер серіалу, а також було оголошено, що його прем'єра відбудеться 31 серпня 2018 року.

## Рецепція
На сайті Rotten Tomatoes перший сезон має рейтинг схвалення 40% із середньою оцінкою 5/10 на основі 5 рецензій . У негативній рецензії Одра Шредер з The Daily Dot оцінила серіал у дві з половиною зірки з п'яти і розкритикувала серіал, описавши його як «тупий гумор без особливої емоційної прихильності» . «У подібній несприятливій критиці Джоел Келлер з Decider рекомендував глядачам пропустити серіал, сказавши: «Якби він був трохи смішнішим, ми б рекомендували його. Але просто не варто висиджувати безліч несмішних, брудних жартів, щоб дістатися до хорошого» .